# Samantha Peszek
Samantha Peszek (ur. 14 grudnia 1991 w McCordsville, Indiana) – amerykańska gimnastyczka, srebrna medalistka olimpijska z Pekinu. W 2007 roku wywalczyła tytuł mistrzyni świata w Stuttgarcie.

## Sukcesy
| Rok  | Zawody               | Miasto    | Miejsce | Konkurencja        | Punktacja |
| ---- | -------------------- | --------- | ------- | ------------------ | --------- |
| 2007 | Mistrzostwa świata   | Stuttgart | 1       | Wielobój drużynowo | 184.400   |
| 2008 | Igrzyska olimpijskie | Pekin     | 2       | Wielobój drużynowo | 186.525   |